# ティティ
ティティ（तिथि tithi 『朔望日』）とは、インドやチベットなどの暦で使われる時間の単位。チベット語では tshes zhag と呼ぶ。
古くは、朔から望まで及び望から朔までの期間を、それぞれ15等分した各々の期間とされた。平均すれば、1朔望月の1⁄30、すなわち 0.984353日 = 23時間37分28秒 である。
後には太陽と月の天球上における実際の動きに基づくようになり、太陽に対する月の離角が東に12度増す毎の期間と定義されるようになった。
ティティの起点となる朔及び望の瞬間は1日のどの時間でも起こり得る。従って各ティティの変わり目も1日のどの時間でも起こり得るもので、昼夜は考慮されない。
なお、伝統的なインドの太陰太陽暦では、1ヶ月(1朔望月)を前半と後半の2つの期間に分ける。 朔から望まで(月が満ちていく期間)は白分(śukra pakṣa)といい、望から朔まで(月が欠けていく期間)は黒分(kṛṣṇa pakṣa)と呼ぶ。 そしてティティも、例えばある月の第1番のティティは「白分第1ティティ」といい、朔から数えて第16番目のティティは「黒分第1ティティ」という風に、白分・黒分に分けて呼ぶのが普通である。

## 欠日
ティティはもともと暦の日の表記法であり、特に大の月と小の月を定めるために利用されている。
インド太陰太陽暦では日の出の瞬間を1日の始まりとし、次の日の出の瞬間までを1暦日とする。そして、その1日の間に終わるティティの番号をその日の日付とする。つまり、インド太陰太陽暦では定義上、月の第1日つまり白分1日は朔の翌日となる。
例えば、ある月のある1日の間に、白分第10ティティから同第11ティティへの変わり目があった場合、その日はその月の白分10日(とおか)と呼ばれる。
同様に、ある日に、黒分第10ティティ(朔からの通し番号で第25ティティ相当)から同第11ティティへの変わり目があった場合、その日はその月の黒分10日(同じく25日相当)と呼ばれる。
ティティが24時間より短い場合、1日の間にティティがすっぽり納まってしまうことがある。例えば、ある1日が第6ティティの期間中に始まり(前述の通り日の出を始まりとする)、始まった直後に第6ティティが終了して第7ティティが開始、そしてその日が終わる直前(次の夜明け前)に第7ティティが終了して第8ティティが始まったとする。
この場合は第7ティティが1日にすっぽり収まってしまい、ティティの終りが第6と第7の2つになる。このような場合は「ティティの終りが2つある日は、最初に終わるティティの番号をその日の日付とする」ルールが適用される。つまりこの日は「6日」となる。
この日が6日になったとして、その翌日の日付にも「その1日の間に終わるティティの番号をその日の日付とする」とする原則が適用される。この日には第8ティティが終わるので、日付は「8日」となる。
結果として6日の翌日が8日となり、この月には「7日」が存在しなくなる。つまりこの月の期間は29日、小の月となる。そしてこのように欠番となった日付(この場合は7日)を欠日(kṣayadina)という。

## 余日
前述の例とは逆に、ひとつのティティの期間中に1日がすっぽり収まってしまうことがある。
例えば、ある1日が始まる前に第9ティティが始まり、その1日が終わってから第9ティティが終ったとすると、その日にはティティの終りが無く日付の番号も決められなくなる。
この場合は「ティティの終りが無い日は、翌日の日付で呼ぶ」というルールが適用される。つまりこの日の翌日は(第9ティティが終わった日なので)9日であり、従ってこの第9ティティにすっぽり収まった日は余(adhika)9日となる。
この翌日と同じ日付が付された日を余日(adhikadina)という。ちなみに余日の発生した月には必ず欠日も発生するので、1ヶ月が31日になることはない。

## 占星術
インド占星術では、ティティにはひとつひとつにインド神話の神々が主宰神として配当されており、それぞれの吉凶が定められて占いの要素として重要視されている。